# Georg Goyert
Georg Goyert (* 7. Juli 1884 in Witten; † 11. Mai 1966 ebenda) war ein deutscher literarischer Übersetzer und Lehrer.

## Leben
Georg Goyert wurde am 7. Juli 1884 als Sohn einer protestantischen Lehrerfamilie in Witten an der Ruhr geboren. 1902 verließ er das Wittener Realgymnasium mit dem Reifezeugnis und begann in Marburg ein Studium mit den Fächern Französisch, Englisch und Deutsch. Während seines Studiums wurde er 1902 Mitglied des Akademisch-Neuphilologischen Vereins Marburg, der späteren Marburger Burschenschaft Rheinfranken. 1903/1904 war er in Moulins sur Allier am Lycée Banville als Hilfslehrer für das Fach Deutsch tätig. Danach war er ein Semester in Münster und dann wieder in Marburg immatrikuliert. 1907 bestand er dort die Prüfung für das Lehramt an höheren Schulen, leistete sein Seminarjahr an der Oberrealschule in Bochum ab und das Probejahr am Realgymnasium in Witten, an dem er dann 1909 als Oberlehrer angestellt wurde. 1910 unterzog er sich dem Rigorosum an der philosophischen Fakultät der Universität Marburg. Titel seiner Dissertation ist Pierre Loti, sein Wesen aus seinen Werken. Er blieb am Wittener Realgymnasium, bis er 1938 wegen zunehmender Schwerhörigkeit in den Ruhestand entlassen wurde. Er war als Obmann im NSLB tätig, gehörte jedoch nicht der NSDAP an. Neben seiner Lehrertätigkeit und ab 1938 ausschließlich war er als literarischer Übersetzer tätig. Die Goyerts zogen 1938 nach Berlin, wurden dort 1943 ausgebombt und lebten nach einer Zwischenstation am Chiemsee seit 1951 in München. Um in seinem Heimatort zu sterben, kehrte er 1966 nach Witten zurück.

## Werk
Obwohl seine Übersetzung von James Joyce’ Ulysses, der er seine Berühmtheit als Übersetzer verdankt, heute kaum mehr verlegt wird, sondern die texttreuere Wollschläger-Übersetzung, so sind doch von den vielen Werken französischer, englischer, amerikanischer, italienischer, flämischer und niederländischer Literatur immer noch einige seiner Übersetzungen auf dem Buchmarkt und lieferbar, einige inzwischen als E-Books. Die Übersetzung des Ulysses wurde ihm nach einer Ausschreibung des Rhein-Verlages übertragen, und Goyert traf sich während der Übersetzungsarbeit mehrmals mit Joyce. Nach dem Erscheinen des deutschen dreibändigen Ulysses (1927) bestand weiter Briefkontakt zwischen beiden, auch wenn die Übersetzung schon bald aus dem Kreis der Freunde von Joyce heftig kritisiert wurde. Nachdem er die ersten 88 Seiten mit Goyert durchgearbeitet hatte, schrieb Joyce an seinen Bruder Stanislaus: (Die Übersetzung) „steckt natürlich voller absurdester Irrtümer und enthält große Lücken.“ Fast fünfzig Jahre lang wurde Goyerts Ulysses-Übersetzung in Deutschland rezipiert.
Eine Unterbrechung gab es im nationalsozialistischen Deutschland, nachdem Joyce von dem Bochumer Lehrer und Anglisten Karl Arns im ersten Band seines Index der anglo-jüdischen Literatur (1938) denunziert worden war. Dort schreibt Arns auf Seite 6: „trotzdem lassen wir eine Liste solcher nicht-jüdischer Autoren folgen, die Juden und jüdische Motive behandeln…“. Dass Joyce keineswegs jüdisch war, spielte für die Nazis keine Rolle. Die Figur des Leopold Bloom im Ulysses und der avantgardistische Stil von Joyce reichten aus, die Bücher von Joyce aus den deutschen öffentlichen Büchereien zu verbannen. Karl Arns war noch 1925 in seiner Anthologie Jüngstes England vom Ulysses zumindest fasziniert gewesen und hatte einen Auszug daraus für sein Buch selbst übersetzt.
In der jungen Bundesrepublik blühte die Rezeption der verfemten Literatur wieder auf, und der Ulysses Goyerts fand ebenfalls wieder Interesse, begegnete aber auch öffentlicher Kritik (Arno Schmidt).
Weiterhin übersetzte Goyert von James Joyce Dublin: Novellen, Jugendbildnis, Stephen Daedalus und von Stuart Gilbert Das Rätsel Ulysses, von Walt Whitman Grashalme, Ralph Ellison Der unsichtbare Mann, William Faulkner Wendemarke, Edgar Allan Poe Liebesbriefe an S.H.Whitman, Barbey d’Aurevilly Die Teuflischen; und diverse Titel von D. H. Lawrence, Seán O’Casey, Honoré de Balzac, Albert Camus, Charles de Coster, Marguerite Duras, Gustave Flaubert, Yvan Goll, Julien Green, Valery Larbaud, Guy de Maupassant, Georges Simenon, Hendrik Conscience, Adriaan Morriën und viele andere, auch Kriminalromane und Triviales. Die DNB zeigt 285 Titel von ihm.
2013 wurde die umfangreiche Korrespondenz Goyerts mit seinen zahlreichen Verlagen aufgefunden, zudem eine unveröffentlichte Übersetzung der Lady Chatterley von D. H. Lawrence, die 2016 als E-Book erschien. Dieser Nachlass wird von der Stuttgarter Agentur red.sign Medien verwaltet.

## Mythen
Aus der Festschrift 125 Jahre Städtisches Gymnasium Witten 1860–1985: „James Joyce, der die deutsche Sprache durchaus beherrschte, hatte in Goyert den genialen Übersetzer erkannt. Er besuchte ihn einige Male in Witten, um sich mit ihm über Fragen, die sich aus den Übersetzungen ergaben, zu verständigen.“ Als Quelle wird dort angegeben: Frau Holm, eine Wittenerin, die mit Goyert und seiner Familie befreundet war.